# ジミー・ジョーンズ (ディフェンシブタックル)
ジミー・ジョーンズ（Jimmie Jones 1966年1月9日- ）はフロリダ州レイクランド出身の元アメリカンフットボール選手。NFLのダラス・カウボーイズ、ロサンゼルス/セントルイス・ラムズ、フィラデルフィア・イーグルスで121試合に出場し32サックをあげた。第27回スーパーボウルではスーパーボウルタイ記録となる2ファンブルリカバーをあげ、そのうち1回は2ヤードのリターンタッチダウンをあげた。

## 経歴
マイアミ大学から1990年のNFLドラフト3巡目でダラス・カウボーイズに指名されて入団した。カウボーイズは1990年からジミー・ジョンソンがマイアミ大学ヘッドコーチから就任しており大学時代に引き続きジョンソンの下でプレーすることとなった。（この年のドラフトでカウボーイズ首脳陣からコーテス・ケネディ、レイ・アグニュー、マーク・スピンドラー、デニス・ブラウンに次いで5番目の高い評価を受けていた。）
1年目の1990年から先発6試合を含み全16試合に出場、7.5サックをあげた。カウボーイズには4シーズン在籍し65試合に出場、19サックをあげた。
1993年1月31日に行われた第27回スーパーボウルでは第1Qにチャールズ・ヘイリーが相手QBジム・ケリーをヒットしケリーがファンブルしたボールをリカバーし、リターンTDをあげた。
1994年3月4日、ロサンゼルス・ラムズと4年契約770万ドル（サインボーナス200万ドル）の契約を結んだ。この年14試合に先発出場し5サックをあげた。1995年は全16試合に先発出場したがサックをあげることはできなかった。1996年には全16試合に先発出場し5.5サックをあげた。サラリーキャップを空けるために1997年4月にチームから解雇された。同年7月23日にフィラデルフィア・イーグルスと1年契約を結び14試合に出場し2.5サックをあげた。